# Halkirk
Halkirk är en ort i Storbritannien. Den ligger i kommunen Highland och riksdelen Skottland, i den norra delen av landet, 800 km norr om huvudstaden London. Halkirk ligger 42 meter över havet och antalet invånare är 897.
Terrängen runt Halkirk är platt. Runt Halkirk är det mycket glesbefolkat, med 4 invånare per kvadratkilometer. Närmaste större samhälle är Thurso, 9,1 km norr om Halkirk. Trakten runt Halkirk består i huvudsak av gräsmarker.